# Хамонд (Илиноис)
Хамонд (енгл. Hammond) град је у америчкој савезној држави Илиноис.

## Демографија
По попису из 2010. године број становника је 509, што је 9 (-1,7%) становника мање него 2000. године.
| Група             | 2000.       | 2010.       |
| Белци             | 508 (98,1%) | 498 (97,8%) |
| Афроамериканци    | 3 (0,6%)    | 0 (0,0%)    |
| Азијати           | 1 (0,2%)    | 2 (0,4%)    |
| Хиспаноамериканци | 1 (0,2%)    | 5 (1,0%)    |
| Укупно            | 518         | 509         |